# 海丽且木·斯迪克
海丽且木·斯迪克，女，维吾尔族，中国国家一级舞蹈演员，中国文化部文化干部管理学院名誉教授，中国舞蹈家协会会员，新疆舞蹈家协会常务理事。曾任第八届全国政协委员，1997年获国务院政府特殊津贴。

## 人物简介
海丽且木·斯迪克出生于艺术世家。父亲是新疆杂技团著名的走钢丝表演者。4岁时，她就跟随父亲练杂技，学习各种高难度表演技巧，6岁开始登台表演。由于她自身条件很好，外貌气质与众不同，12岁时便考入新疆艺术学校，跟随有着“新疆第一舞人”美誉的康巴尔汗·艾买提学习舞蹈。

## 人物经历[1]

### 演出经历
1980年，参加由香港拍摄的大型艺术片《美丽的新疆》；同年，随歌舞团出访非洲四国。
1983年，在新疆举办个人独舞晚会，晚会上表演了维吾尔、塔吉克、乌兹别克等民族的舞蹈及西班牙、埃及、土耳其等国外民族舞蹈，博得了国内外观众的高度评价。
1984年，在国家民委和中国舞蹈家协会组织下，在云南举办了个人舞蹈专场晚会；同年，随中国少数民族艺术家代表团出访阿尔及利亚、卢森堡、比利时、捷克斯洛伐克、法国及前苏联等国家，并受到以上各国国家元首接见，世界各国新疆媒体专题报道。
1987年，同中央代表艺术团参加内蒙古自治区成立四十周年慰问演出，表演了维吾尔舞蹈《节日》，受到高度评价；同年在广西桂林参加国家民委、中国舞蹈家协会组织的与舞蹈家杨丽萍、巴图同演的三人专场晚会，受到了各界好评，舞蹈大师吴肖邦、戴兰先生为晚会题词。
1997年，在马来西亚世博会上，带领舞蹈班参加演出，受到中央领导的好评。
1999年，被编入《世界优秀人才大典》，并随中国少数民族艺术家代表团访问台湾，进行讲演和表演，受到各界高度评价和中国友协表彰；同年，建国五十周年大型晚会，《顶碗舞》受到中央领导的高度评价。
2001年，参加庆祝新疆维吾尔自治区政协成立五十周年文艺晚会，表演维吾尔族古典舞《林帕黛》；6月参加纪念中国共产党成立八十周年优秀剧(节)目展演《盛世华章》舞蹈精品晚会，编导的《顶碗舞》受表彰。
2001年8月，被国家人事部全国人才交流中心编入《中国人才词典》。
2004年，创作编导的《顶碗舞》首次在人民大会堂参加庆祝中华人民共和国成立55周年大型晚会——“五星红旗迎风飘扬”演出，受到中央领导和首都各界的高度评价，为新疆各族人民赢得了荣誉。9月20日，《顶碗舞》参加庆祝中央党校新疆班成立50周年演出，受到好评。
2005年，海力且木·斯迪克担任庆祝自治区成立50周年主题晚会《洒满阳光的新疆》分场导演，创作编排了3个新的舞蹈《石头舞》《天池的梦》和《美丽的少女》。
2021年5月27日—28日，参加新疆维吾尔自治区党委老干部局、自治区文化和旅游厅共同举办的“颂歌献给亲爱的党”离退休干部庆祝建党100周年主题文艺演出，并接受参访。

### 执教经历
从1994年开始，应大连民族学院、北京舞蹈学院、中央民族大学的大学部、研究生部授课，为提高边疆少数民族舞蹈专业人员的专业水平，创办了两年舞蹈专业大专班和一个舞蹈专业中专班，培养了维吾尔族、哈萨克族、塔吉克族、乌孜别克族、锡伯族等民族的舞蹈专业人才77名，在北京盛基艺术学校开办的中专班2002年毕业。
1999年9月至2000年1月在北京舞蹈学院授课。
2000年9月至2001年8月在中央民族大学艺术学院任教。

## 主要作品

### 电视节目
| 播出时间   | 播出平台                       | 栏目                  |
| ---------- | ------------------------------ | --------------------- |
| 2022-07-09 | XJTV-4（新疆卫视汉语综艺频道） | 《传承经典 感受魅力》 |

### 参演电影
| 上映时间 | 导演   | 电影名         |
| -------- | ------ | -------------- |
| 1981     | 傅杰   | 艾力甫与赛乃姆 |
| 1983     | 广春兰 | 不当演员的姑娘 |

## 获奖记录[1]
1954年，在新疆第一次民族、文艺比赛中获银奖。
1964年，在新疆文艺调演中获最高优秀表演奖。
1979年，在全国文艺调演中获维吾尔族舞蹈二等奖，塔吉克族舞蹈《迎新娘》获三等奖，表演舞蹈《刀郎赛乃姆》、《迎新娘》拍摄记录片。
1980年，在新疆维吾尔自治区舞蹈比赛中获表演一等奖。
1991年，在新疆维吾尔自治区南疆文艺比赛中，独舞《美丽的姑娘》获创作一等奖。
1991年、1993年在分别拍摄的《伊犁麦西来甫》、《美丽的吐鲁番》中，担任舞蹈艺术编导，获得全国电视大奖赛“骏马奖”。
1995年，在广东举行的全国第三届舞蹈比赛中，《美丽的迪丽拜尔》获创作优秀奖。
1995年，由新疆维吾尔自治区妇联颁发了“美化农村城市个人特别荣誉奖”；参加了由十四名艺术家参加的“金秋风韵”专场晚会；由国家民委、国务院组织的少数民族舞蹈专场晚会，为世妇会的各国代表演出，担任编导、艺术指导，受到各国妇女代表的好评。
1997年获中华人民共和国国务院特殊津贴；同年，在重庆举行的全国少数民族第二届孔雀杯舞蹈比赛中，《顶碗舞》获创作二等奖，维吾尔族舞蹈《桑巴尔》获创作三等奖，哈萨克族舞蹈《恋草原》获创作优秀奖；参加了香港回归文艺晚会的编排，12月被授予全国文代会代表，第六届、第七届文代会代表；1997年，在北京举办的北京市舞蹈比赛中，维吾尔族女子集体舞《丝路鸣雁》，获创作金奖。
1998年被评为新疆“五·一”劳动模范；同年6月，在北京举办的首届中国“荷花杯”舞蹈大赛中，《顶碗舞》获创作金奖。
2000年出席在泰国曼谷举行的新华出版社座谈会并讲话；同年7月参加第六届“桃李杯”舞蹈比赛，学生表演的舞蹈《新疆姑娘》获特别奖；10月参加第二期少数民族知名人士香港研讨班获证书；被授予新疆维吾尔自治区“德艺双馨”称号。
2001年4月，参加在平壤举行的“四月之春”国际艺术节，维吾尔族女子集体舞《顶碗舞》获创作金奖，任艺术指导。
2001年9月，参加在京召开的第二届全国少数民族文艺汇演开幕式晚会——《东方朝阳》，担任《天山彩霞》编导，获银奖；并在第二届全国少数民族文艺汇演中，新疆维吾尔自治区代表团大型民歌歌舞——《天山欢歌》，编导的《顶碗舞》获创作金奖。
2005年，海丽且木又创排了别具一格的《石头舞》。表演中，姑娘们手执石头，击石而舞，《石头舞》便由此得名。该舞蹈也在当年中国舞蹈“荷花奖”上一举夺得表演十佳奖、编导银奖、民舞之花金奖及编导个人优秀作品展演“荣誉称号”奖。

## 人物评价
“看到了当年的康巴尔汗。”——1979年王震将军在全国文艺调演的赞美
“为新疆歌舞团的艺术创作，人才培养，呕心沥血，使新疆歌舞团在国内国际上荣获各种奖项，是歌舞团具有特殊地位的艺术家。”——天山网